# Lionello Levi Sandri
Lionello R. Levi Sandri (Milano, 5 ottobre 1910 – Roma, 11 aprile 1991) è stato un giurista, partigiano, antifascista e magistrato italiano.
Uomo di Stato socialista, Commissario europeo, Consigliere e Presidente del Consiglio di Stato.

## Biografia

### Gli studi
Laurea in giurisprudenza alla Statale di Milano (11 luglio 1932); perfezionamento in scienze corporative alla Scuola Normale Superiore di Pisa (5 luglio 1933); libera docenza in diritto del lavoro a Roma (1940).

### La seconda guerra mondiale
Richiamato alle armi nel 1940 partecipa alle campagne di guerra in Libia come capitano di artiglieria. Rientra in Italia nell'agosto 1941. Dopo l'armistizio dell'8 settembre 1943 abbandona il suo posto di Capo Sezione al Ministero delle Corporazioni in Roma e si trasferisce in Valle Camonica, provincia di Brescia, dove prende parte attiva alla resistenza contro i nazifascisti. Nell'ottobre 1944 il Comando di Divisione delle Fiamme Verdi lo incarica di prendere contatto diretto con il Comando Supremo Americano nell'Italia liberata. Il 4 dicembre attraversa la linea gotica e raggiunge gli americani dell'OSS (Office of Strategic Services) a Siena e ottiene accordi di aiuto e cooperazione tra le Fiamme Verdi e la aeronautica militare statunitense.
Paracadutato sul Mortirolo in alta Valle Camonica il 13 febbraio 1945 combatte nella prima battaglia del Mortirolo (22-27 febbraio) e organizza e comanda la seconda battaglia del Mortirolo (10 aprile-29 aprile) contro i nazifascisti. Per la sua attività nella Resistenza gli è stata conferita la Medaglia d'argento al Valor Militare.
È stato presidente della Federazione italiana volontari della libertà (FIVL).

### La carriera pubblica

#### a) Ministero del lavoro
Entra per concorso all'Ispettorato corporativo di Milano (1934); trasferito a Roma al Ministero delle Corporazioni (1937). Direttore capo divisione al nuovo Ministero del lavoro e della previdenza sociale (1945). Più volte Capo di Gabinetto del Ministro del lavoro (1946-1948, 1954-1957) e del Ministro dei trasporti (1950-1951).
Ha partecipato a numerose conferenze internazionali. Tra le altre: 28 Conferenza internazionale del lavoro (Parigi 1945); Conferenza di cooperazione economica europea (Parigi 1947); Commissione mista italo-francese per la Unione doganale (1947); Conferenza internazionale per la mano d'opera (Roma 1948), Relatore generale alla Conferenza Sociale del movimento europeo (Roma 1950).
Presidente della Commissione di inchiesta sul disastro minerario di Ribolla (Toscana) (1954).

#### b) Consiglio di Stato
Nominato consigliere di Stato (10 maggio 1948); presidente di sezione (5 febbraio 1964); presidente del Consiglio di Stato (14 settembre 1979-5 ottobre 1980). Presidente emerito del Consiglio di Stato (25 febbraio 1981).
In quanto magistrato del Consiglio di Stato ha presieduto la Commissione di tutela sugli istituti fisioterapici ospedalieri (1972-1979) ed è stato membro del Consiglio di amministrazione delle Ferrovie dello Stato (1975-1977). Componente del Comitato amministrativo di inchiesta sulla cosiddetta "Loggia P2" detto dei "tre saggi" (D.P.C.M. 7 maggio 1981).

#### c) Comunità Economica Europea
Nel febbraio 1961, succedendo a Giuseppe Petrilli, entra da commissario europeo nella prima Commissione Hallstein, incaricato degli affari sociali. Prosegue come membro della seconda Commissione Hallstein dal 1962 al 1967, vicepresidente dal 1964 e vicepresidente della Commissione Rey dal 1967 al 1970.
Come membro di due "triadi" di commissari condivide l'opera dei colleghi preposti agli aiuti allo sviluppo dei Paesi d'oltremare, legati alla C.E.E. da accordi o vincoli tradizionali e si dedica anche ai problemi di assistenza tecnica ed economica ai Paesi in via di sviluppo.
Nel 1968 all'atto di fusione degli Esecutivi, cioè della sostituzione di una Commissione unica alle tre preesistenti (C.E.E., CECA, Euratom), presiede i lavori dalla complessa riduzione degli effettivi e della razionalizzazione delle strutture del personale.
Ha sostenuto l'armonizzazione dei diritti sociali e del lavoro tra gli Stati della Comunità Economica Europea.
È stato fautore di una unità europea a base federale e della esigenza di un ordinamento democratico delle Istituzioni delle Comunità Europee.
È stato presidente del Comitato del Fondo sociale europeo; del Comitato per la libera circolazione dei lavoratori; del Comitato per la formazione professionale; dell'organo permanente per la sicurezza del lavoro nelle miniere di carbone; della Fondazione Paul Finet per gli orfani dei minatori; membro dell'Istituto statistico delle Comunità europee.

#### d) Attività didattica
Corso di lezioni annuali presso la Scuola Normale di Pisa (1934-1937). Incaricato dell'insegnamento di diritto del lavoro, di diritto della previdenza sociale, di diritto della sicurezza sociale presso le Facoltà di economia commercio e di giurisprudenza dell'Università la Sapienza di Roma (1946-1975). Autore di un centinaio di pubblicazioni in materia di diritto del lavoro, diritto della sicurezza sociale, diritto amministrativo e in materia europea.

#### e) Partito politico
Attivo nel partito socialista italiano (PSI). Dal 1946 al 1950 è consigliere comunale a Brescia e fa parte del Comitato esecutivo regionale del partito. In seguito fa parte della Direzione del PSI-PSDI unificati, del Comitato centrale del PSI, del Collegio dei probiviri, della Commissione centrale di controllo. È fra i sostenitori della formazione di un Partito Socialista Europeo.

### Onorificenze
Cavaliere di gran croce dell'Ordine del merito della Repubblica italiana, dell'Ordine di Leopoldo II del Belgio, dell'Ordine del Granducato del Lussemburgo, dell'Ordine al merito della Repubblica federale di Germania, dell'Ordine di S. Silvestro papa; grande ufficiale dell'Ordine della Repubblica democratica del Congo e della Repubblica del Togo. Medaglia d'onore del Ministero degli affari sociali e della sanità pubblica dei Paesi Bassi; medaglia d'oro al merito della Sanità pubblica italiana.